# Маленький принц (фильм, 1966)
«Маленький принц» (лит. Mažasis princas) — советский художественный фильм-притча по мотивам одноимённой сказки Антуана де Сент-Экзюпери. Первая экранизация этого произведения.

## Сюжет
Философская сказка-притча по мотивам сказки Антуана де Сент-Экзюпери «Маленький принц». История знакомства маленького мальчика и лётчика, который потерпел крушение в пустыне.

## В ролях
- Эвалдас Микалюнас — мальчик
- Донатас Банионис — взрослый
- Отар Коберидзе — лётчик
- Иннокентий Смоктуновский — текст за кадром

## Съёмочная группа
- Сценарий: Арунас Жебрюнас
- Режиссёр: Арунас Жебрюнас
- Оператор-постановщик: Александрас Дигимас
- Художники-постановщики: Альгирдас Ничюс, Виктория Бимбайте, Л. Гутаускас
- Композитор: Тейсутис Макачинас
- Звукорежиссёр: Пятрас Липейка

## Технические данные
- Широкоэкранный, цветной, звуковой
- 7 частей, 1851 метров

## Предпроизводство и производство
Когда режиссёр Арунас Жебрюнас решил экранизировать «Маленького принца», прозвучали возражения, основывавшиеся на утверждении о том, что «Литовская киностудия» должна разрабатывать лишь литовский национальный материал.
Возникли сложности у Жебрюнаса и с выбором актёра на роль Маленького принца: несколько тысяч родителей выразили желание, чтобы в этой роли снялся именно их ребёнок. 500 человек прислали режиссёру письма с фотографиями иногородних юных кандидатов и подробными описаниями их способностей. А два кандидата, сопровождавшиеся взрослыми, заявились «собственными персонами». Но выбран был местный мальчик — пятилетний житель Вильнюса Эвальдас Микалюнас.
По состоянию на август 1966 года съёмки фильма подходили к концу, завершение производства картины предполагалось в ноябре того же года.

## Критика
Как утверждает в статье 1975 года Нора Галь, переводчик «Маленького принца», «фильм разочаровал не только меня, многое там оказалось далековато от Сент-Экса — и зрители это сразу ощутили».